# Папаяни, Себастьян
Себастьян Папаяни (рум. Sebastian Papaiani; 25 августа 1936, Питешти — 27 сентября 2016, Бухарест) — румынский актёр театра, кино и телевидения.

## Биография
Грек по происхождению. В 1960 году окончил Институт театра и кино им. Караджале (ныне Национальный университет театра и кино «И. Л. Караджале» (Бухарест).
В 1962. дебютировал в кино в роли Михая Брада в фильме «Твоя вина».
Успех актеру принесло исполнение роль Фэнице («Улыбка в разгаре лета», 1963; премия на Национальном кинофестивале в Мамае, 1964). Часто снимался в фильмах режиссёра Джо Сайзеску (Роми — «У врат земли», 1965; Шофер — «Бал в субботу вечером», 1967).
Исполнил роли в более, чем 66 фильмах.
В 2002 году за преданность искусству на службе румынского театра награждён орденом «За верную службу».

## Избранная фильмография
- 1962 — Твоя вина — Михай Брада
- 1963 — Улыбка в разгаре лета — Фэнице
- 1965 — У врат земли — Роми
- 1965 — Если бы не экзамены (Гаудеамус игитур) — студент
- 1965 — Любовь при нуле градусов — Василе
- 1966 — Утро делового человека — Фане
- 1966 — Голгофа — Петре
- 1966 — Время снегов — крестьянин
- 1968 — Бал в субботу вечером — Папэ, шофер
- 1971 — Сотворение мира
- 1971 — Потерянные миллионы
- 1972 — Чистыми руками — Оаркэ
- 1972 — Свадебное танго — Алеку
- 1973 — Братья Ждер — Ионуц Ждер
- 1973 — Последний патрон — Илие Оаркэ
- 1974 — Штефан Великий — Ионуц Ждер, конюший
- 1974 — Пэкалэ — Пэкалэ
- 1975 — Осень первокурсника
- 1976 — Поднять все паруса! — Иеремия
- 1978 — Кто же миллиардер? — Гогу
- 1979 — Мгновение
- 1980 — Спокойной ночи, Ирина!
- 1981 — Алло, бабушка прилетает! —  Ромео Ионеску
- 1986 — Лицеисты — отец Ионаса